# Крижевачка синагога
Крижевачка синагога  некада молитвени дом, кућа молитве или место окупљања јеврејске заједнице у Крижевцима, била је једна од тридесетак синагога сазиданих током 19. века у тадашњој држави Краљевини Хрватска и Славонија (мађ. Horvát-Szlavónia Királyság, нем. Königreich Kroatien und Slawonien) која је била номинално аутономна краљевина унутар Краљевине Угарске у саставу Аустроугарске монархије. Тада је синагога припадала Земљама круне Светог Стефана, односно мађарском делу Монархије, у којем је поглавар дома Хабсбурговаца владао као краљ.
Данас у њој није молитвени дом већ туристичко-информативни центар и седиште других организација Града Крижеваци.

## Историја
Први Јевреј који се доселио у Крижевце око 1780. године био је Саламон Липман. Након 60 година од доласка првих Јевреја у Крижевеце средином 19. века, тачније 1844. године Адам Брејер је основао Јеврејску опшину Крижевци, након што је на основу Јеврејских правила у граду живело више од 10 одраслих мушкараца Јевреја. Како за ту намену није постојала зграда он је у својој кући организовао први молитвени простор за чланове јеврејске заједнице у Крижевцима и околини.
Уз присуство крижевачког градоначелника Ферде Вукића, 15. јануара 1844. скупштина  Жидовске општине Крижевци предложила је, и на гласању усвојила, идеју за градње синагоге у Крижевцима.
Изградња синагоге започета је много година касније, тачније 1895. године, када је Јеврејска заједница у Крижевцима била на врхунцу и у том периоду бројала између 230 и 245 чланова.
Први статут Јеврејска општина у Крижевцима донела је 1909. године када је на њеном челу био Адам Брејер.
Финансијску помоћ за изградњу синагоге пружили су бројни донатори, а финансирање су подржали и Краљевска хрватско-славонско-далматинска земаљска влада, Градско веће Крижеваца, Акционарска штедионица у Крижевцима и Прва хрватска штедионица у Загребу.
Градња синагоге окончана је 5. септембра 1895. године. Након изградње синагоге наредних скоро пола века синагога је била центар верског и друштвеног живота истакнуте јеврејске заједнице у Крижевцима, тачније до истребљења Јевреја у овом граду у Другом светском рату.

## Положај
За изградњу синагоге изабрана је локација у самом центру Крижеваца, на тргу Јосипа Јураја Штросмајера.

## Изградња
За реализацију овог пројекта изабран је архитектонски атеље Hönigsberg & Deutsch, а за опремање унутрашњости синагоге загребачка фабрика намештаја Боте и Ехрман.
Уговор са градитељима закључен је крајем 1894. године, први радови започети су 1. априла 1895. године, а камен темељац постављен је 14. маја 1895. године, у присуству рабина Лавослава Лова из Крижеваца који је освештао радове. Изградња је трајала изузетно кратко, само пет месеци, а нова крижевачка синагога је завршена и освештана 16. септембра 1895. године, у присуству великог броја Крижеваца, као и представника јеврејских заједница из Загреба, Бјеловара, Копривнице, Славонски Брод, Крапина, Лудбрег и других места.
Нова богомоља изграђена је у комбинацији неоренесансног и неокласичног стила. Обликована у неоренесансном стилу припада трипартитном типу синагога с истакнутим средишњим делом. Средишње поље прочеља лучно је завршено и украшено приказом Мојсијева законика. Прочеље је изведено у фугованој опеки, док је архитектонска пластика обликована у рустичном малтеру.
Грађевина је сачувана до данас, но њен изглед је у потпуности измењен бројним адаптацијама.

## Синагога у Другом светском рату
Одмах на почетку Другог светског рата 1941. године током усташког режима синагога је опљачкана и девастирана. Последњи председник Јеврејске општине Људевит Штраус заробљен је од стране усташа 1941. године и депортован у логор на Рабу у коме је преминуо 1943. године.
Две Торе из синагоге спасила је Јеврејка Аделе Вајс и њени пријатељи нејевреји из Крижеваца. Ове Торе су данас изложене у Београдском музеју. 

## Пренамена синагоге
Како је Јеврејска верска заједница у Крижевцима током Другог светског рата потпуно нестала, Савез јеврејских верских заједница ФНР Југославије закључио је 1949. године уговор о купопродаји синагоге и суседне „рабинове“ куће са крижевачким округом за 150.000 динара, уз обавезу да уреди ново јеврејског гробља до краја 1949. године, уништеног у Другом светском рату.
Крижевачку синагогу је почетком 1950-тих преузео национални комитет града Крижеваца и у договору са Савезом јеврејских заједница Југославије, синагога је претворио у центар за одржавање културних догађаја.
У првој половини педесетих година 20. века синагога је преуређена у соцреалистичком стилу. Са фасаде су уклоњени сви архитектонски украси, зазидан је главни улаз и избијен нови бочни улаз.
Архитектонски девастирана зграда синагоге, преименована је у Дом омладине и постала је центар градског културног и друштвеног живота.
Између 1967. и 1985. године у приземљу синагоге радила је Градска библиотека Крижевци, а од 1971. године повремено ради Крижевачко позориште. У њој се такође налази Заједница техничке културе и бројна удружења (извиђачки савез и аматерски радио клуб).
Током 1984. године на бившој синагоги је обновљен кров и фасада, а током 2014. године синагога је темељно обновљена (када јој је делимично враћен првобитни изглед) за потребе Туристичког информативног центра, основан у склопу Европског пројекта "ВиНаК", Туризам без граница -  суфинансираног у висини 85% његове укупне вредности од стране Европске уније у оквиру ИПА прекограничног програма Мађарска-Хрватска 2007 - 2013. Пројект је реализован у сарадњи с мађарским градом Нагyатадом током 2013 и 2014. године. Главни циљ пројекта био је развој туристичке инфраструктуре и програма који доприносе унапређењу туристичких активности на подручју Крижеваца и Нагyатада али и целе пограничне регије.
Данас су у некадашњој синагоги смештени:
- Туристичка заједница Града Крижевци,
- Заједница спортских удружења Крижевци,
- Заједница техничке културе Крижевци
- Неколико удружења из Крижеваца.